# Åsvær
Åsvær es un pequeño grupo de islas, pertenecientes a Noruega, situadas en el círculo polar ártico. Pertenecen al municipio de Dønna (condado de Nordland) y ocupa una superficie de 6549 ha. El archipiélago está dotado de un faro desde 1876.